# Шаландри Елер
Шаландри Елер (фр. Chalandry-Elaire) насеље је и општина у североисточној Француској у региону Шампањ-Арден, у департману Ардени која припада префектури Шарлвил Мезјер.
По подацима из 2011. године у општини је живело 615 становника, а густина насељености је износила 118,73 становника/km². Општина се простире на површини од 5,18 km². Налази се на средњој надморској висини од 155 метара.

## Демографија
| 1962. | 1968. | 1975. | 1982. | 1990. | 1999. | 2011. |
| ----- | ----- | ----- | ----- | ----- | ----- | ----- |
| 256   | 258   | 291   | 323   | 420   | 524   | 615   |

График промене броја становника у току последњих година